# Christian Nodal
Christian Jesús González Nodal, mera känd som Christian Nodal, född 11 januari 1999 i Caborca, Sonora, är en mexikansk sångare och låtskrivare. Hans första singel, "Adiós amor", släpptes 2016 på skivbolaget Fonovisa, har fått mer än 910 miljoner visningar på Youtube.
År 2017 släppte han sin första officiella singel och video "Goodbye love". Han har arbetat och samarbetat med colombianska konstnärer som Juanes, Sebastián Yatra och Maluma.